# Submarinul (serial)
Das Boot (în română Submarinul) este un serial german ce a avut premiera în noiembrie 2018, atât în țara de origine, cât și în România. Serialul format din 8 episoade de o oră va fi difuzat în Germania pe Sky începând cu 23 noiembrie 2018 și în România de Epic Drama începând cu 26 noiembrie 2018 și este un remake al filmului cu același nume din anul 1981.

## Personaje
- Philip Birnstiel ca Schiller
- Pit Bukowski ca Pips
- Julius Feldmeier ca Eugen Strelitz
- Joachim Foerster ca Ralf Grothe
- Leonard Kunz ca Gunther
- Ben Münchow ca Lutz
- Leonard Scheicher ca Frank Strasser
- Rick Okon ca Klaus Hoffmann
- August Wittgenstein ca Karl Tennstedt

### Sezonul 1
| Nr. în serial | Nr. în sezon | Titlu               | Regizat de        | Scris de                      | Data difuzării                                               |
| ------------- | ------------ | ------------------- | ----------------- | ----------------------------- | ------------------------------------------------------------ |
| 1             | 1            | „Neue Wege”         | Andreas Prochaska | Tony Saint & Johannes W. Betz | 23 noiembrie 2018 în Germania · 26 noiembrie 2018 în România |
| 2             | 2            | „Geheime Missionen” | Andreas Prochaska | Tony Saint & Johannes W. Betz | 23 noiembrie 2018 în Germania · 26 noiembrie 2018 în România |
| 3             | 3            | „Verluste”          | Andreas Prochaska | Tony Saint & Johannes W. Betz | 23 noiembrie 2018 în Germania · 3 decembrie 2018 în România  |
| 4             | 4            | „Zweifel”           | Andreas Prochaska | Tony Saint & Johannes W. Betz | 23 noiembrie 2018 în Germania · 3 decembrie 2018 în România  |